# Amorphophallus ochroleucus
Amorphophallus ochroleucus är en kallaväxtart som beskrevs av Wilbert Leonard Anna Hetterscheid och Van Dzu Nguyen. Amorphophallus ochroleucus ingår i släktet Amorphophallus och familjen kallaväxter. Inga underarter finns listade.